# 후쿠오카시
후쿠오카시(일본어: 福岡市, 문화어: 후꾸오까시)는 일본 후쿠오카현의 현청 소재지로 일본에서 6번째, 규슈에서는 제일 인구가 많은 도시이며 1972년에 정령지정도시로 지정되었다. 긴키 지방 이서의 서일본 지방에서는 가장 인구가 많으며 도쿄 23구를 뺀 일본의 도시 중에서는 요코하마시, 오사카시, 나고야시, 삿포로시에 이어 인구 기준으로 5번째(160만여 명)이다. 규슈 지방의 행정, 경제, 교통 중심지이다.

## 개요
부산에서 쾌속선으로 3시간 거리에 있고, 도쿄도와 중화인민공화국 상하이시의 중간에 위치하고 있다. 이처럼 한반도, 중국과 지리적으로 가깝기 때문에 "아시아를 향한 국제 도시"를 지향하고 있다.
에도 막부의 쇄국정책(鎖国政策)이 시작되기 이전의 중세까지 하카타에는 일본과 아시아의 무역항이 있었다. 그래서 후쿠오카는 흔히 하카타(博多)로도 불린다. 그러나 "후쿠오카"와 "하카타"는 원래 다른 도시였다. 후쿠오카는 에도 시대 구로다씨에 의해 건설되었다. 시 중심부를 흐르는 나카강을 기준으로 서쪽에 있는 후쿠오카는 후쿠오카번의 성시로 발전해 왔고, 동쪽에 있는 하카타는 상업 도시로 발전해 왔다. 1889년에 후쿠오카와 하카타가 통합해서 후쿠오카시가 발족했는데 이때 시의 이름을 둘러싸고 논쟁이 일어났으며 시의 이름을 "후쿠오카"로 하는 대신에 철도역과 항구 이름은 "하카타"로 하게 되었다. 다만 공항은 후쿠오카를 쓴다.
현재도 하카타구(博多区)에 후쿠오카시를 대표하는 JR 철도역인 하카타역이 있고, 또한 신칸센(新幹線)도 하카타역에 정차한다.

## 지리
규슈 북부의 겐카이나다, 하카타만, 이마즈만과 접한 반달형의 후쿠오카 평야 대부분을 관할한다. 북쪽으로는 하카타만 북쪽에 위치하는 겐카이나다(玄界灘) 중간 길의 육계사주(陸繋島)인 시카섬(志賀島), 서쪽으로는 이토시마 반도(糸島半島) 동부까지 관할하고 있다. 남쪽과 남서쪽은 세후리산(脊振山)의 산간부까지 포함하여 사가현과 접한다. 그 밖에 크고 작은 유인도로 하카타만 위의 노코섬(能古島), 시 서부에서 하카타만 입구 부근의 겐카이나다(玄界灘) 상에 떠있는 겐카이섬(玄界島), 서북부에 있는 오로섬(小呂島)을 포함하고 있다.
후쿠오카시에서 이키섬, 쓰시마섬을 끼고 맞은 편에 한반도가 있다. 일본의 주요 도시 중 한반도와 중국 등 동아시아 지역에 가장 가까운 도시로, 직선 거리로는 도쿄도 구부에서 약 1100km, 오사카시에서 약 550km, 한국의 부산광역시에서 약 200km, 서울특별시에서는 550km, 중국의 상하이시에서는 약 900km, 대만의 타이베이시에서는 1300km 떨어진 위치에 있다.

## 인구
| 연도 | 인구      | ±%     |
| ---- | --------- | ------ |
| 1920 | 239,956   | —      |
| 1925 | 274,414   | +14.4% |
| 1930 | 321,276   | +17.1% |
| 1935 | 372,500   | +15.9% |
| 1940 | 398,478   | +7.0%  |
| 1945 | 416,332   | +4.5%  |
| 1950 | 487,885   | +17.2% |
| 1955 | 591,868   | +21.3% |
| 1960 | 632,365   | +6.8%  |
| 1965 | 769,176   | +21.6% |
| 1970 | 871,717   | +13.3% |
| 1975 | 1,002,201 | +15.0% |
| 1980 | 1,088,588 | +8.6%  |
| 1985 | 1,160,440 | +6.6%  |
| 1990 | 1,237,062 | +6.6%  |
| 1995 | 1,284,795 | +3.9%  |
| 2000 | 1,341,470 | +4.4%  |
| 2005 | 1,401,279 | +4.5%  |
| 2010 | 1,463,826 | +4.5%  |
| 2015 | 1,538,681 | +5.1%  |
| 2020 | 1,603,043 | +4.2%  |

## 기후
지형과 해류가 복잡하게 서로 영향을 주어 온난하고 비가 많은 태평양 기후의 일면을 보이면서도 겨울철에는 동해측 기후의 일면도 보이는 양면적인 기후가 특징이다. 연평균 기온은 대체로 17°C 전후, 연간 강수량은 대체로 1500~2000mm 정도를 기록하고 있다.
여름에는 최고 36°C까지 이르지만 규슈의 타 지역과 비교하면 극단적인 무더위는 적은 편이다. 겨울철에는 북쪽 현해탄을 흐르는 난류인 쓰시마 해류의 영향을 받으므로 평야 지역에서 최저 기온이 영하로 내려가는 날은 드물다. 북서계절풍의 영향을 받기 때문에 구름이 끼는 날이 많은 동해 쪽 기후의 특징을 보인다. 일본 기상청의 통계에서는 연간 강설일이 17일로, 해마다 차이는 있지만 눈이 조금 내리기도 한다.
| 후쿠오카시의 기후                                            | 후쿠오카시의 기후 | 후쿠오카시의 기후 | 후쿠오카시의 기후 | 후쿠오카시의 기후 | 후쿠오카시의 기후 | 후쿠오카시의 기후 | 후쿠오카시의 기후 | 후쿠오카시의 기후 | 후쿠오카시의 기후 | 후쿠오카시의 기후 | 후쿠오카시의 기후 | 후쿠오카시의 기후 | 후쿠오카시의 기후 |
| 월                                                           | 1월               | 2월               | 3월               | 4월               | 5월               | 6월               | 7월               | 8월               | 9월               | 10월              | 11월              | 12월              | 연간              |
| ------------------------------------------------------------ | ----------------- | ----------------- | ----------------- | ----------------- | ----------------- | ----------------- | ----------------- | ----------------- | ----------------- | ----------------- | ----------------- | ----------------- | ----------------- |
| 역대 최고 기온 °C (°F)                                       | 21.5 (70.7)       | 24.3 (75.7)       | 26.3 (79.3)       | 30.1 (86.2)       | 32.3 (90.1)       | 37.3 (99.1)       | 38.3 (100.9)      | 38.1 (100.6)      | 37.1 (98.8)       | 33.3 (91.9)       | 28.2 (82.8)       | 26.0 (78.8)       | 38.3 (100.9)      |
| 일평균 최고 기온 °C (°F)                                     | 10.2 (50.4)       | 11.6 (52.9)       | 15.0 (59.0)       | 19.9 (67.8)       | 24.4 (75.9)       | 27.2 (81.0)       | 31.2 (88.2)       | 32.5 (90.5)       | 28.6 (83.5)       | 23.7 (74.7)       | 18.2 (64.8)       | 12.6 (54.7)       | 21.3 (70.3)       |
| 일일 평균 기온 °C (°F)                                       | 6.9 (44.4)        | 7.8 (46.0)        | 10.8 (51.4)       | 15.4 (59.7)       | 19.9 (67.8)       | 23.3 (73.9)       | 27.4 (81.3)       | 28.4 (83.1)       | 24.7 (76.5)       | 19.6 (67.3)       | 14.2 (57.6)       | 9.1 (48.4)        | 17.3 (63.1)       |
| 일평균 최저 기온 °C (°F)                                     | 3.9 (39.0)        | 4.4 (39.9)        | 7.2 (45.0)        | 11.5 (52.7)       | 16.1 (61.0)       | 20.3 (68.5)       | 24.6 (76.3)       | 25.4 (77.7)       | 21.6 (70.9)       | 16.0 (60.8)       | 10.6 (51.1)       | 5.8 (42.4)        | 14.0 (57.2)       |
| 역대 최저 기온 °C (°F)                                       | −6.0 (21.2)       | −8.2 (17.2)       | −4.7 (23.5)       | −1.4 (29.5)       | 1.4 (34.5)        | 4.3 (39.7)        | 13.8 (56.8)       | 15.4 (59.7)       | 7.9 (46.2)        | 0.4 (32.7)        | −2.1 (28.2)       | −5.4 (22.3)       | −8.2 (17.2)       |
| 평균 강수량 mm (인치)                                        | 74.4 (2.93)       | 69.8 (2.75)       | 103.7 (4.08)      | 118.2 (4.65)      | 133.7 (5.26)      | 249.6 (9.83)      | 299.1 (11.78)     | 210.0 (8.27)      | 175.1 (6.89)      | 94.5 (3.72)       | 91.4 (3.60)       | 67.5 (2.66)       | 1,686.9 (66.41)   |
| 평균 강설량 cm (인치)                                        | 1 (0.4)           | 1 (0.4)           | 0 (0)             | 0 (0)             | 0 (0)             | 0 (0)             | 0 (0)             | 0 (0)             | 0 (0)             | 0 (0)             | 0 (0)             | 0 (0)             | 2 (0.8)           |
| 평균 강수일수 (≥ 0.5 mm)                                     | 11.0              | 10.7              | 11.4              | 10.8              | 9.8               | 12.7              | 12.4              | 11.2              | 11.0              | 7.9               | 9.9               | 10.2              | 128.9             |
| 평균 강설일수 (≥ 0 cm)                                       | 6.3               | 4                 | 1.4               | 0                 | 0                 | 0                 | 0                 | 0                 | 0                 | 0                 | 0.1               | 3.9               | 15.6              |
| 평균 상대 습도 (%)                                           | 63                | 62                | 63                | 64                | 67                | 75                | 75                | 72                | 73                | 68                | 66                | 63                | 68                |
| 평균 월간 일조시간                                           | 104.1             | 123.5             | 161.2             | 188.1             | 204.1             | 145.2             | 172.2             | 200.9             | 164.7             | 175.9             | 137.3             | 112.2             | 1,889.4           |
| 출처: 일본 기상청 (평년값: 1991년~2020년, 극값: 1890년~현재) |                   |                   |                   |                   |                   |                   |                   |                   |                   |                   |                   |                   |                   |

## 역사
후쿠오카(가시이, 하카타, 사와라, 이마즈 지역)는 한국과 중국에서 가장 가까운 일본 도시이고 현재 일본에서 가장 오래된 도시로 여겨진다. 후쿠오카 주변 지역은 일본에서 가장 오래된 비조몬인 정착지이다. 고사기와 같은 고대 문헌과 고고학적 발견은 이곳이 일본의 성립 과정에서 아주 중요한 장소였음을 확인시켜준다. 어떤 학자들은 도래인들과 일본 황실 가문이 처음 일본에 발을 디딘 곳이라고 주장하기도 하나, 아직 정확히 밝혀진 바는 없다. 후쿠오카는 한때 하카타로 불렸고 현재도 하카타구와 하카타역 등에 이름이 남아 있다.
후쿠오카의 하카타만은 일본과 중국, 한국을 연결하는 관문이었다. 11세기 말에 하카타에는 "대당가"(大唐街)라 불리는 중국인 거리가 형성되었다. 외국풍 건물이 들어서고 다수의 외국인 상인들이 왕래하는 국제도시가 되었다. 송나라 때에는 중국 대륙과 하카타를 오가는 선단이 활발히 왕래했다. 중일 무역으로 막대한 부를 축적한 중국인 상인들은 하카타에 거주하며 활발히 상업 활동을 하였고 하카타의 사원과 결탁해 그 힘은 중앙에까지 미쳤다.
무로마치 시대에 하카타는 12명의 거상들에 의해 운영되는 일본 최초의 자유 도시였다. 무역 도시로 번영하였지만 한편으로는 센고쿠 시대에 센고쿠 다이묘들의 쟁탈 대상이 되었다. 전란으로 피해를 입은 하카타는 1587년부터 도요토미 히데요시에 의해 부흥하였고 교역의 자유와 시민 자치가 이뤄지는 도시가 되었다. 아마 이러한 조치에는 임진왜란의 출병시에 무역 도시 하카타를 물류의 보급 기지로 활용하고자 했던 히데요시의 의도가 깔려 있던 것으로 생각된다.

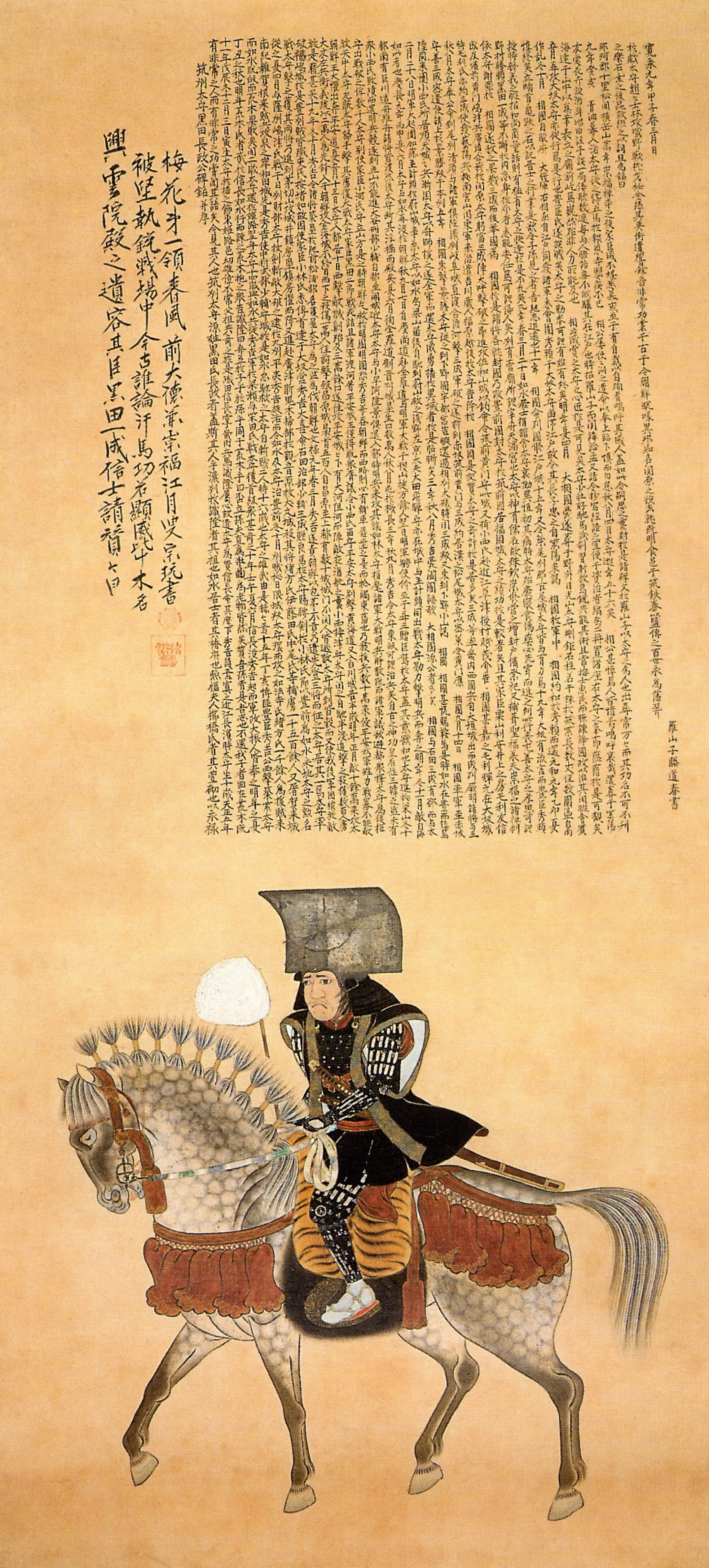
구로다 나가마사

역사적으로 하카타는 항구이자 상업 지구였던 반면에 후쿠오카는 많은 사무라이들이 사는 행정 중심지였다. 후쿠오카라는 이름은 후쿠오카번의 첫 번째 번주인 구로다 나가마사의 출생지인 비젠국(오카야마현) 후쿠오카에서 유래한 것으로 옛 후쿠오카 중심지는 현재 텐진(天神)이라 부르는 주요 쇼핑가가 되어 있다.
1889년, 옛 후쿠오카시와 하카타시가 합쳐져 현재의 후쿠오카시가 탄생하였다. 하카타와 후쿠오카가 합병을 결정했을 때 새로운 도시의 이름을 놓고 회의가 벌어졌다. 처음에는 하카타로 결정되었으나 후쿠오카 지역에 거주하던 사무라이들의 불만으로 후쿠오카로 바뀌었다. 그러나 하카타라는 이름은 여전히 과거의 하카타 지역을 지칭하는데 사용되며 그중 가장 유명한 것이 하카타역이다.

## 행정 구역
후쿠오카시에는 7개의 구가 있다. 후쿠오카시는 규슈 북부의 후쿠오카현 소속이고 현 서부에 위치한다. 시역은 하카타만을 감싸고 있으며, 하카타구에는 후쿠오카현의 현청이 있다.
| 행정 구역 지도   | 비고 |
| ---------------- | ---- |
|                  |      |
| 히가시구(東区)   |      |
| 하카타구(博多区) |      |
| 주오구(中央区)   |      |
| 미나미구(南区)   |      |
| 조난구(城南区)   |      |
| 사와라구(早良区) |      |
| 니시구(西区)     |      |

## 경제

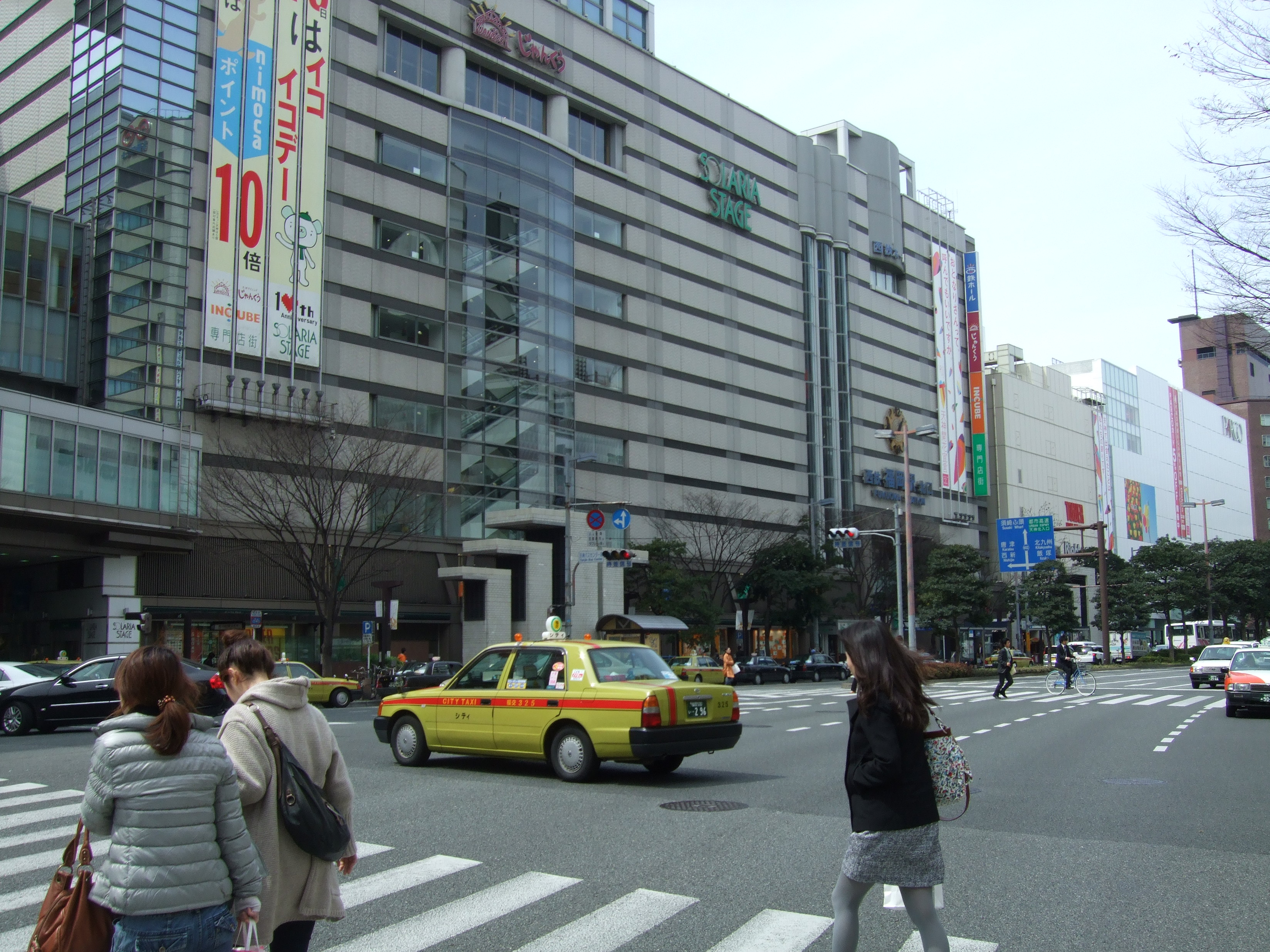
텐진 지구

나카스 밤 풍경

후쿠오카시의 하카타만 지역은 예로부터 외교 관청의 외항으로서 일본의 외교·무역 창구가 되었고 시대가 바뀌어도 상인과 유력자의 본거지가 되어 왔다. 천연의 양항이기 때문에 이키섬·쓰시마섬을 따라 한반도 남부와의 국제 무역 루트를 묶는 중요 중계 무역항 중 하나였다.
제2차 세계 대전 이후에는 일본의 전국종합개발계획에 의해 규슈 전체를 관할하는 정부의 파견 기관이 설치되어 지방 행정 거점 도시로의 길을 걸었다. 행정 기능이 후쿠오카에 집중하면서 민간의 사업소 등도 모여 규슈를 대표하는 상업·업무 도시가 되었다. 최근에는 한국과 중국의 기업이 일본 진출의 발판으로 후쿠오카시에 진출하는 예도 여럿 보인다. 이러한 움직임을 평가해 미국의 시사 주간지 뉴스위크는 2006년 7월호에서 "세계에서 가장 다이내믹한 10대 도시" 중 하나로 후쿠오카시를 선정했다.
2007년도 시내 총생산액은 7조 1973억 6100만 엔으로 삿포로시를 제치고 일본에서 5위가 되었다(1인당 시내 총생산액으로는 도쿄, 오사카, 나고야에 이어 대도시 중에서 4위이다).

## 교육
- 국립 대학
  - 규슈 대학
- 사립 대학
  - 후쿠오카 대학
  - 후쿠오카 공업 대학
  - 규슈 산업 대학
  - 세이난 가쿠인 대학

## 교통

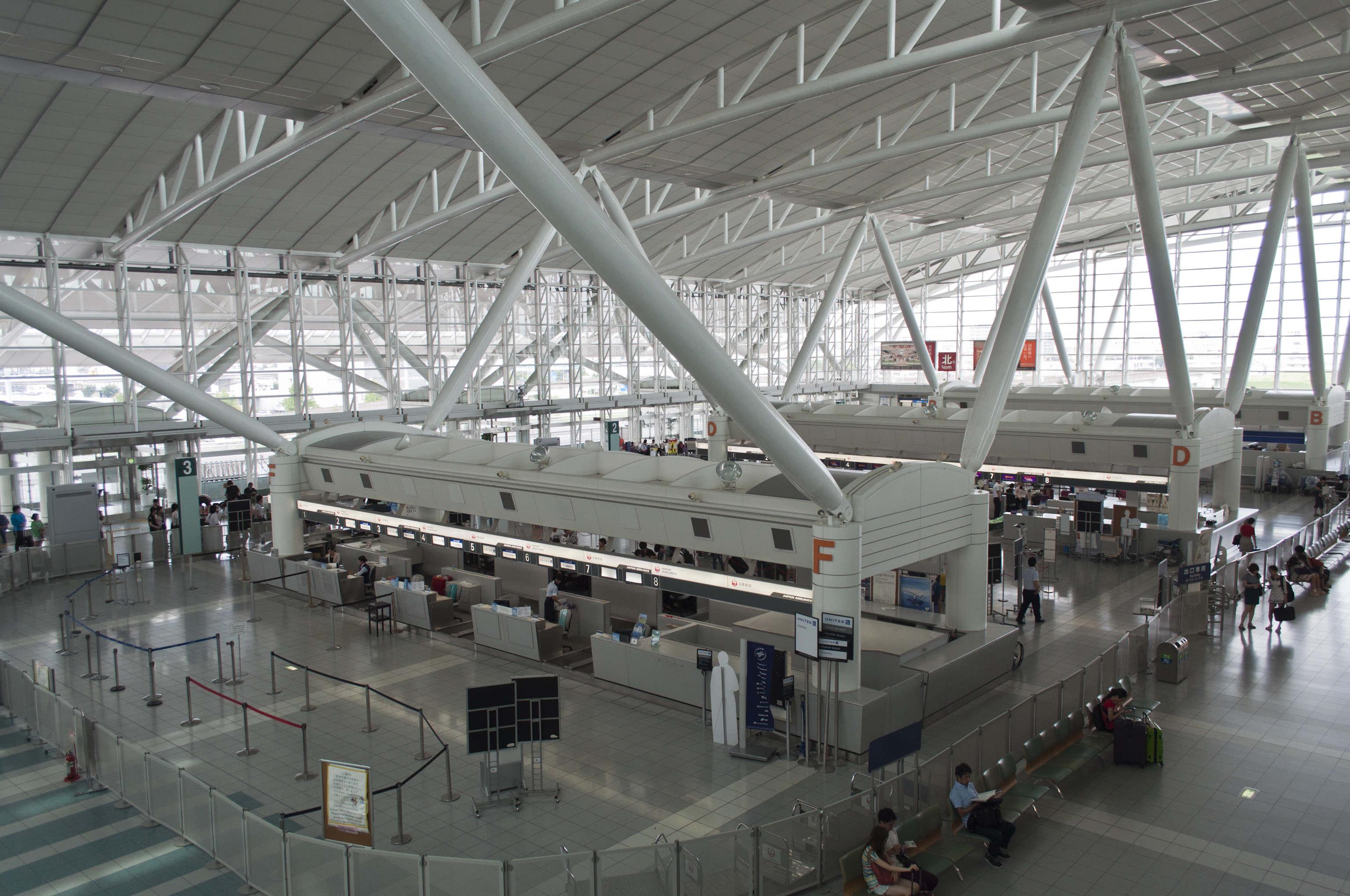
후쿠오카 공항의 내부 모습

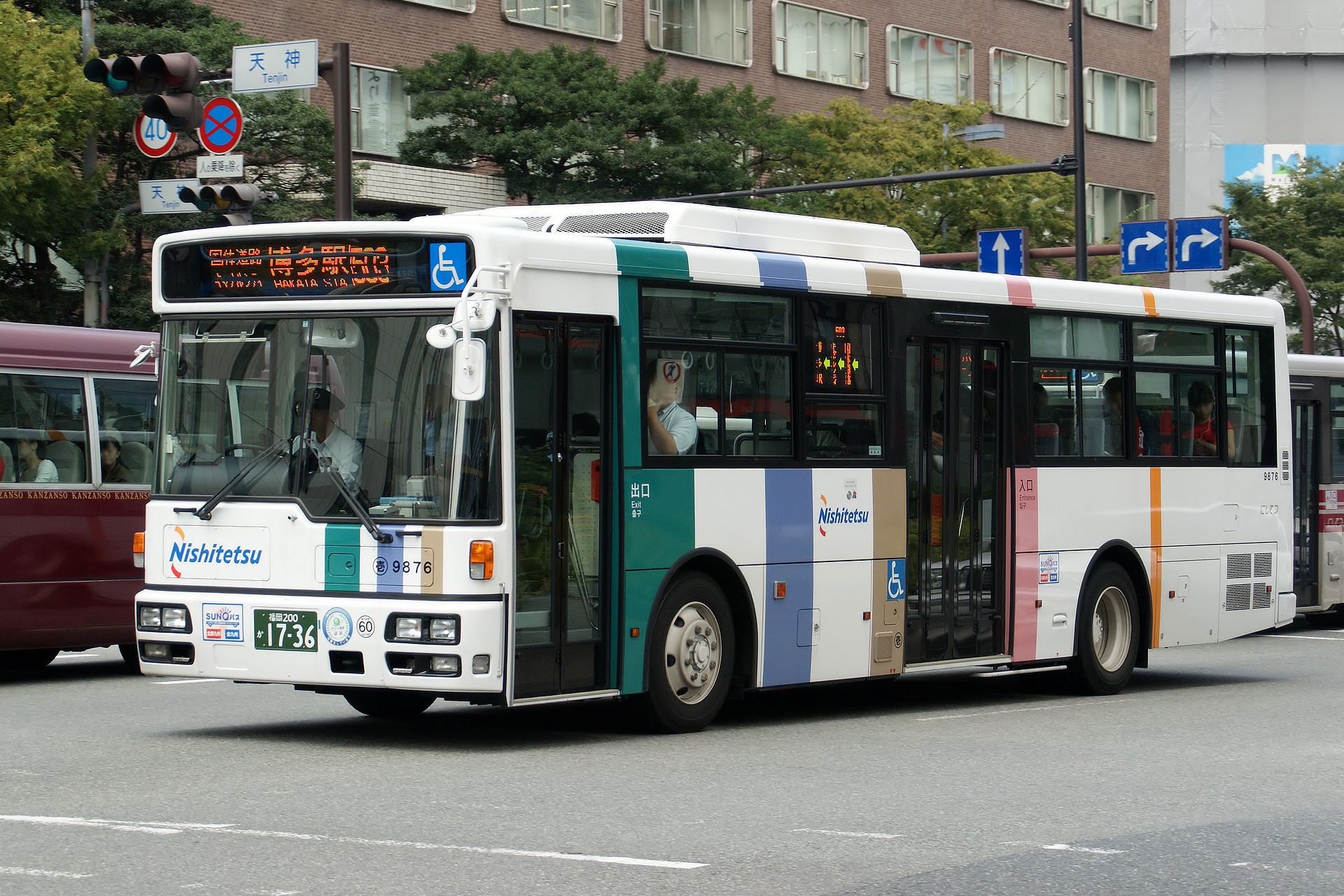
니시테쓰 버스

후쿠오카 공항이 하카타구에 있으며, JR 하카타역은 산요 신칸센(山陽新幹線)의 시종착역이자 규슈 신칸센(九州新幹線)의 시발점이다. 규슈의 주 간선인 가고시마 본선(鹿児島本線)이 지나며 나가사키선(長崎線), 사세보선(佐世保線) 등 특급 노선들이 시종착하는 곳이다. 또한 후쿠오카시 지하철이 지나고 사철인 서일본 철도(西日本鉄道) 등이 시종착하기 때문에 기타큐슈시와 더불어 후쿠오카현의 교통 요지라고 할 수 있다.

### 지하철
- 공항선(空港線, くうこうせん)
- 하코자키선(箱崎線, はこざきせん)
- 나나쿠마선(七隈線, ななくません)

| 색 | 노선 번호 | 노선명     | 구간                                                                  | 길이    |
| -- | --------- | ---------- | --------------------------------------------------------------------- | ------- |
|    | 1호선     | 공항선     | 메이노하마역 - 덴진역 - 나카스카와바타역 - 하카타역 - 후쿠오카 공항역 | 13.1 km |
|    | 2호선     | 하코자키선 | 나카스카와바타역 - 가이즈카역                                         | 4.7 km  |
|    | 3호선     | 나나쿠마선 | 하시모토역 - 후쿠다이마에역 - 야쿠인역 - 덴진미나미역                 | 13.6 km |

### 공항·항만
- 후쿠오카 공항
- 하카타항

후쿠오카 공항과 하카타항을 통해 입국하는 외국인 수는 나리타 국제공항, 간사이 국제공항에 이어 일본 3위이다. 또 하카타항은 일본을 기점으로 하는 국제 항로의 여객 수 1위를 자랑하는 항구이기도 하다.
- 외국인 입국자 수: 후쿠오카 공항 432,750명(공항계 4위, 2007년), 하카타항 287,220명(해항계 1위, 2007년)
- 일본인 출국자 수: 후쿠오카 공항 679,279명(공항계 4위, 2007년), 하카타항 134,382명(해항계 1위, 2007년)

후쿠오카 공항은 이용자 수, 항공기 발착 수 증가에 대응해 설비 확장과 운용 연구를 실시하여 제2터미널의 재건축, 국제선 지구를 활주로 서쪽으로 이전해 제3터미널을 도착 전용화, 활주로 34에 ILS를 설치, 동쪽으로부터의 도착편에 단거리 비행 루트를 설정하는 등의 노력을 기울였지만 공항 활주로가 1개인 것은 개선되고 있지 않다. "아시아를 오가는 관문"이자 "규슈 제일의 도시 공항"으로서 여객 수, 항공기 발착 수와 관련하여 2000년까지 증가를 계속한 이후 2005년부터는 거의 제자리 걸음을 하고 있다. 또한 위치상 근처 히가시구 하코자키의 규슈 대학 바로 위를 비행하여 소음 문제나 안전 면에서는 논란거리가 되고 있다.

### 도로

#### 고속도로
- 규슈 자동차도 (의 일부)

#### 유료도로
- 후쿠오카 고속도로
- 니시큐슈 자동차도(일본어판)

#### 일반 국도
- 국도 제3호선
- 국도 제201호선
- 국도 제202호선
- 국도 제263호선 (일본)(일본어판)
- 국도 제385호선 (일본)(일본어판)
- 국도 제495호선
- 국도 제497호선

### 버스
- 니시테쓰 버스
- 쇼와 자동차(일본어판)
- JR 규슈 버스
- 메이노하마 택시(일본어판)의 버스 사업 부문
- 로얄 홀리데이(일본어판)의 고속버스 사업부
- 그 외에도 시영버스, 공항버스 등도 군소 업체에서 운행

## 스포츠
후쿠오카는 일본 프로 야구 팀인 후쿠오카 소프트뱅크 호크스의 연고지이다. 팀은 원래 구단주였던 다이에 그룹이 경영상의 어려움으로 구조조정을 하면서 2004년에 소프트뱅크의 손정의 회장에게 인수되었다. 또한 프로 축구팀인 아비스파 후쿠오카의 연고지이다. 그리고 프로 농구 BJ리그 라이징 후쿠오카의 연고지이다.

## 자매 도시
- 대한민국 부산광역시(1989년 10월 24일)
- 미국 캘리포니아주 오클랜드(1962년 10월 13일)
- 중국 광둥성 광저우시(1979년 5월 2일)
- 프랑스 보르도(1982년 11월 8일)
- 뉴질랜드 오클랜드(1986년 6월 24일)
- 말레이시아 이포(1989년 3월 21일)
- 미국 조지아주 애틀랜타(1993년 7월 20일)

## 관심 도시
- 대한민국 강원도 양양군

## 주요 출신 인물
- HKT48
- AKB48
- 팀A
  - 나카니시 치요리
  - 히라타 리나
- 팀8
  - 요시다 카렌
- AKB48 졸업생
  - 마츠바라 나츠미
  - 시노다 마리코
  - 노나카 미사토
- NMB48 팀BII 졸업생
  - 우메다 아야카
- LoVendoЯ 리더
  - 다나카 레이나
- 솔로가수
  - 하마사키 아유미
  - YUI
  - 하시모토 칸나
- 배우
  - 아오이 유우
- w-inds. 멤버 및 솔로가수
  - 다치바나 게이타
- Lead) 후루야 케이타
  - 히카와 기요시
- AV 배우
  - 우에하라 아이

## 같이 보기
- 겐요샤(현양사)